# Задовга
Задо́вга — село в Україні, у Козельщинській селищній громаді Кременчуцького району Полтавської області. Населення становить 285 осіб. До 2017 орган місцевого самоврядування — Лутовинівська сільська рада.

## Географія
Село Задовга знаходиться на відстані 1 км від села Ганнівка. Місцевість навколо села сильно заболочена.

## Історія
12 червня 2020 року, відповідно до розпорядження Кабінету Міністрів України № 721-р «Про визначення адміністративних центрів та затвердження територій територіальних громад Полтавської області», село увійшло до складу Козельщинської селищної громади.
19 липня 2020 року, в результаті адміністративно - територіальної реформи та ліквідації Козельщинського району, село увійшло до складу новоутвореного Кременчуцького району.

## Економіка
- ФГ «Веселка».
- ФГ «Ковшар».
- ФГ «Айстра».
- ФГ «Гілея».
- ФГ «Бригантина».

## Об'єкти соціальної сфери
- Школа.